# Constantia elegans
Espèce
Constantia elegans est une espèce de mollusques gastéropodes marins parasites de l'ordre des Littorinimorpha et de la famille des Vanikoridae. 
Il s'agit de l'espèce type de son genre. Elle est trouvée au Japon.

## Historique
L'espèce Constantia elegans est décrite en 1860 par le zoologiste britannique Arthur Adams (1820-1878),.